# Carcerato (film 1951)
Carcerato è un film del 1951 diretto da Armando Grottini (sotto lo pseudonimo di Armando Zorri).

## Trama
Luisa vive col padre e la matrigna in un paese vicino Napoli. Essa è fidanzata: il suo promesso sposo, Renato, è andato a cercar fortuna in America, su consiglio di Marco, uomo d'animo cattivo e amante della matrigna di Luisa. A lui indirizza Renato le lettere che scrive a Luisa, ed egli la sopprime. La povera fanciulla, che sta per divenire madre di una bambina, si crede dimenticata: Marco si destreggia per farla cacciare di casa. Quando la moglie gli rivela brutalmente la verità sulla sua figliola, il padre muore di dolore. Marco e la vedova lasciano il paese mentre Luisa, messa al bando, si rifugia a casa di un'amica, dove mette alla luce la sua bambina. Passano due lunghi anni. Un giorno Luisa incontra Marco, che la costringe ad abbandonare la bambina in collegio e lavorare per lui a Napoli. Appena tornato dall'America, Renato muove dei rimproveri verso Luisa, ma lei gli volta le spalle. Tra Renato e Marco ha luogo una spiegazione, che degenera in una rissa. Marco muore ucciso da un colpo partito dalla rivoltella di Renato. Quest'ultimo, accusato di omicidio, viene arrestato. La matrigna, unica testimone della rissa, accusa inizialmente Renato, ma poi è costretta a dire la verità. Renato viene quindi rilasciato e, insieme a Luisa e alla loro bambina, inizia una nuova vita.

## Produzione
Il film rientra nel filone dei melodrammi sentimentali, comunemente detto strappalacrime, allora molto in voga tra il pubblico italiano, in seguito ribattezzato con il termine neorealismo d'appendice dalla critica

## Distribuzione
Fu distribuito in Italia nel corso del 1951.
Negli Stati Uniti il film entrò in circolazione, intitolato Doomed, nell'aprile del 1953.